# 宮崎市立檍北小学校
宮崎市立檍北小学校（みやざきしりつあおききたしょうがっこう）は、宮崎県宮崎市阿波岐原町にある公立小学校。

## 概要
- 児童数 - 約700名（2024年）[1]
- 学校の木 - タブノキ

## 沿革
- 1985年3月30日 - 校舎完成。
- 1985年4月1日 - 宮崎市立檍小学校から分離、開校。

## 通学区域
檍北小学校の通学区域には以下の区域が指定されている。
- 阿波岐原町の一部
- 大島町の一部
- 新別府町
- 山崎町の一部
- 吉村町の一部

## アクセス
- バス：宮崎交通「檍北小前」バス停下車